# Ткачук Антон Савович
Анто́н Са́вович Ткачу́к (1922—2007) — радянський військовик, учасник Другої світової війни, почесний громадянин Бердичева.

## Життєпис
Учасник радянсько-німецької війни, пройшов з боями територію України, Німеччини, Болгарії, Чехословаччини. Війну закінчив командиром зенітно-артилерійського полку.
В мирний час проживав у Бердичеві, працював бухгалтером, з 1972 по 1983 рік — директором Бердичівської швейної фабрики. 1991 року вийшов на пенсію. За його керування фабрикою добудовано 3-й поверх виробничих цехів, збудовано підсобні приміщення й приміщення управління. Цього часу кількість працюючих на фабриці зросла від 500 до 2500 осіб, побудовано житловий будинок на 130 квартир, дитячий садок для дітей працівників фабрики. Новим швейним виробам присвоювалося маркування «Державний знак якості», індекс «Новинка». Підприємство неодноразово ставало переможцем соціалістичних змагань.

### Вшанування
- почесний громадянин Бердичева (рішення міської ради від 2007 року)